# Skarbnik (demon)

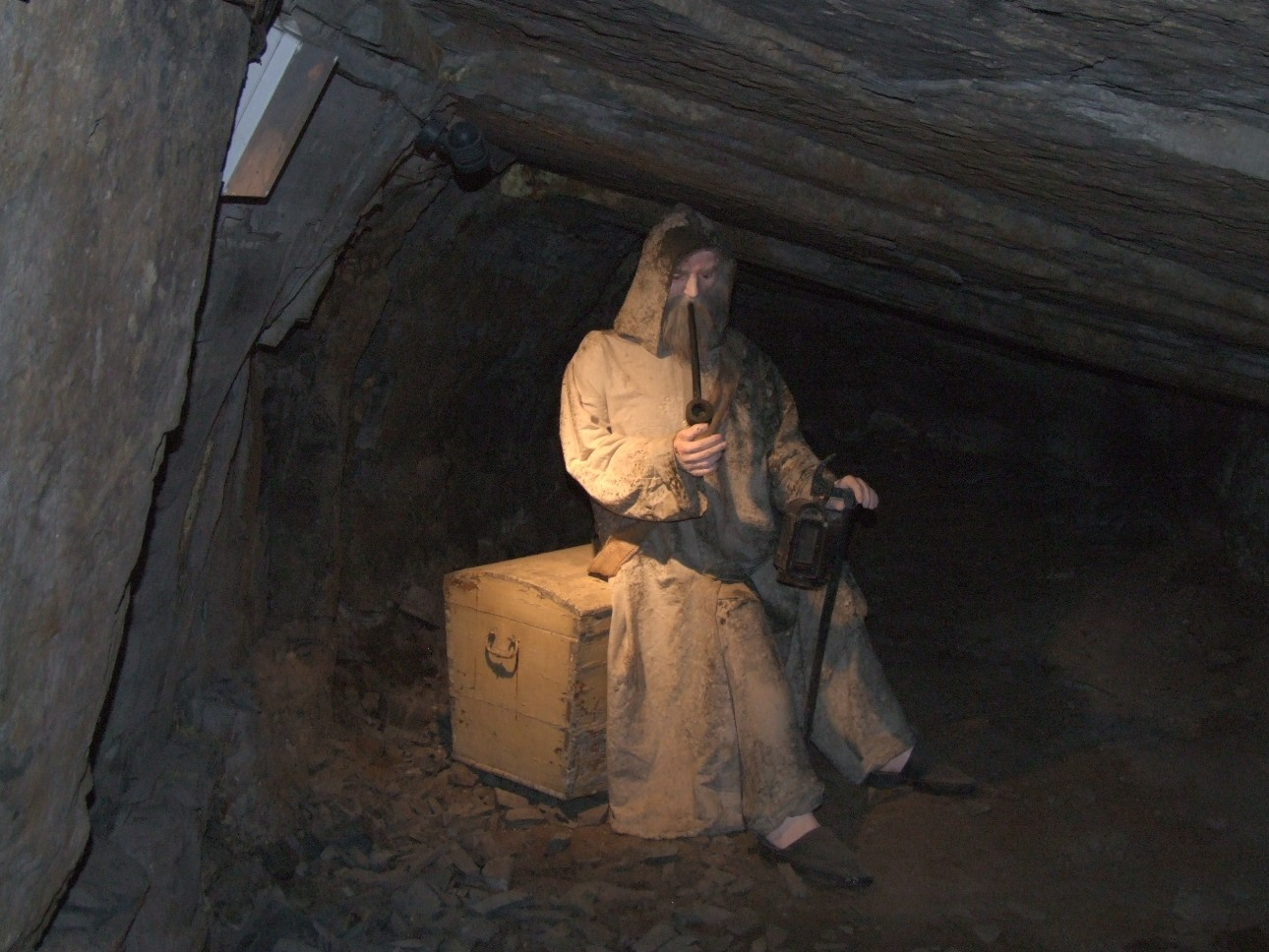
Skarbnik w Zabytkowej Kopalni Węgla Kamiennego Guido w Zabrzu

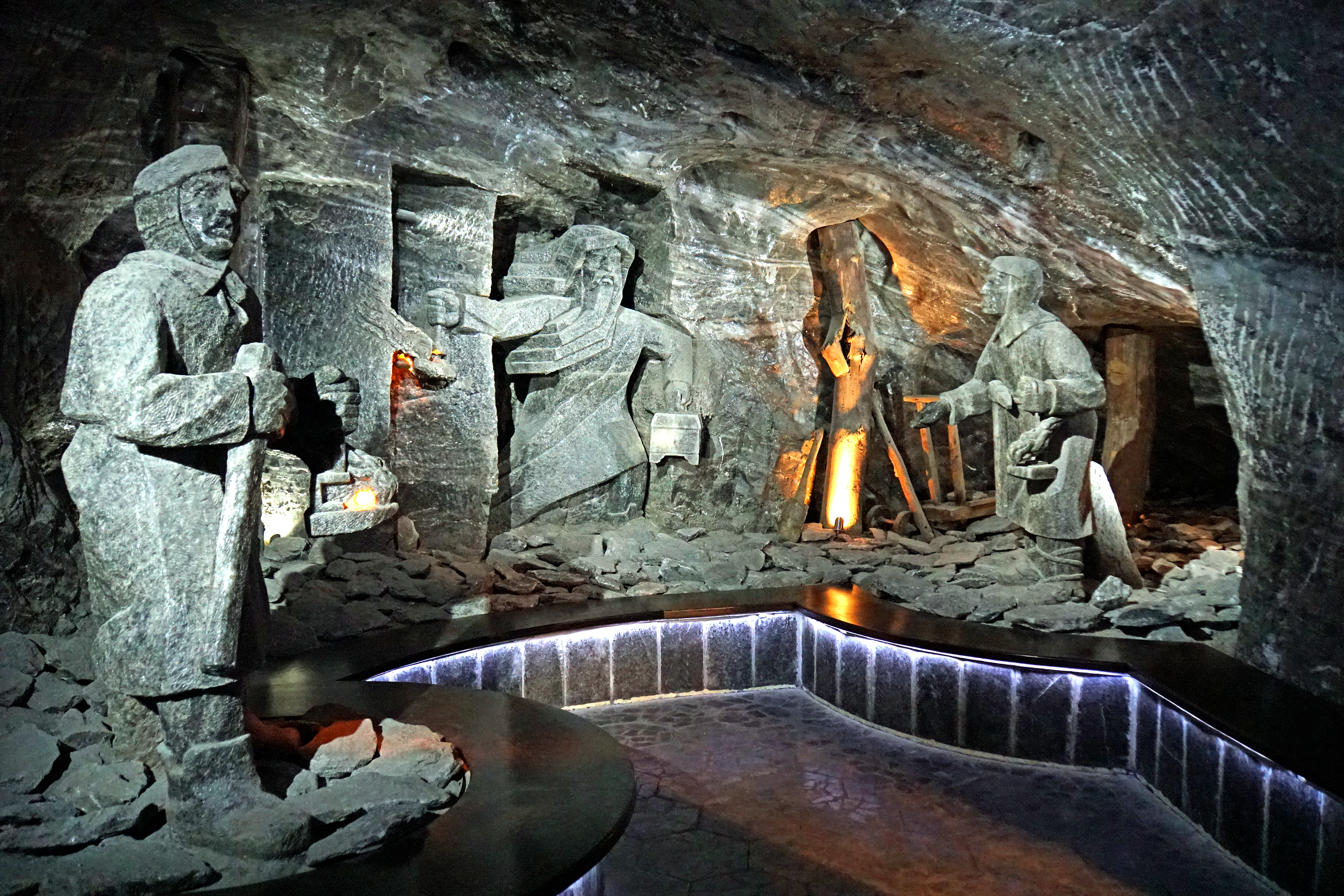
Skarbnik w Kopalni soli „Wieliczka” w Wieliczce

Skarbnik (ukr. скарбник, ros. кладенец, biał. дзедка) – w wierzeniach słowiańskich duch zamieszkujący podziemia (zwłaszcza kopalnie), strzegący naturalnych zasobów ziemi i zakopanych w niej skarbów. Był także władcą podziemnej krainy, do której zabierał dusze górników, którzy zginęli podczas pracy w kopalni. Na Śląsku Cieszyńskim Pustecki.

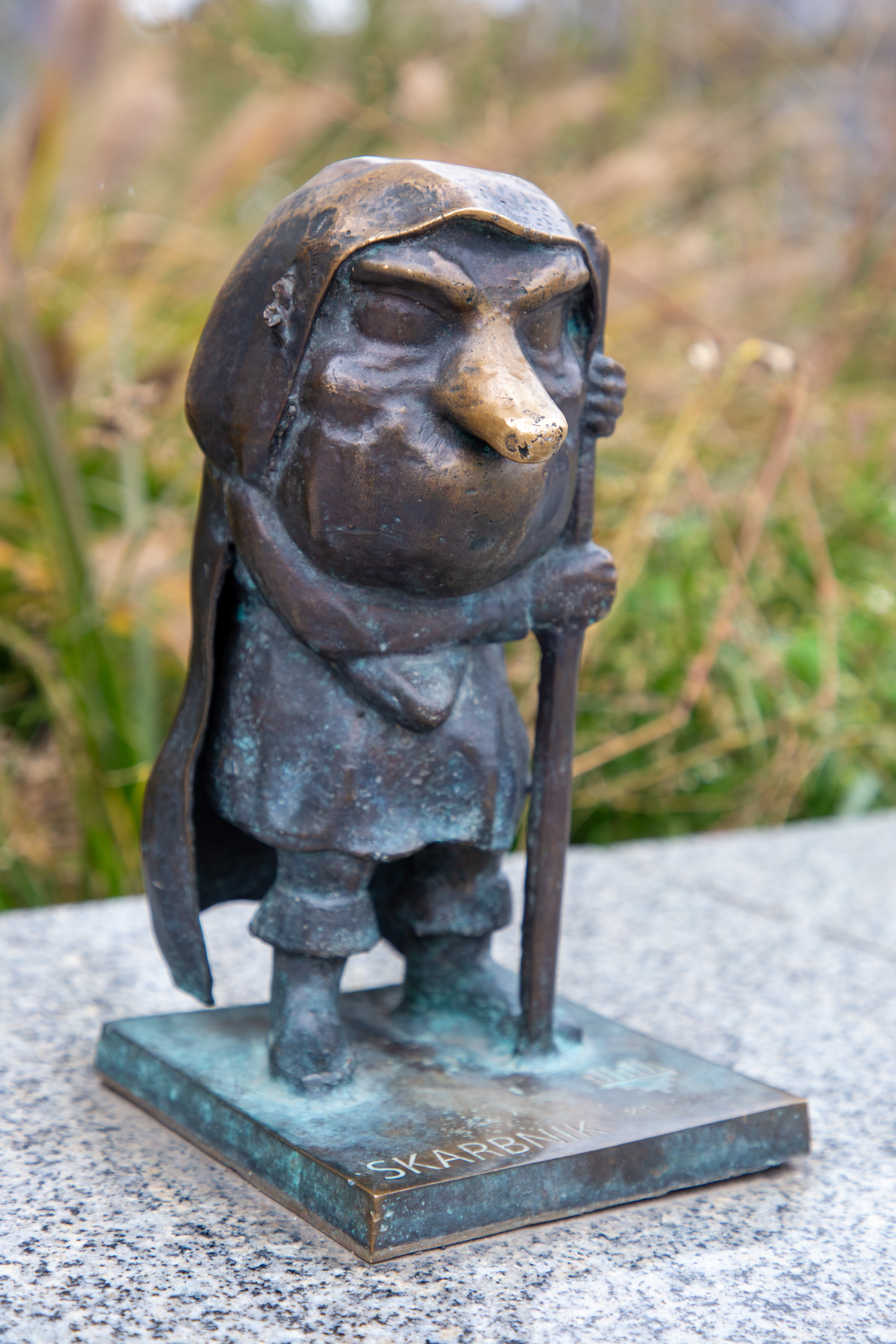
„Skarbek” – figurka przedstawiająca skarbnika stojąca przed wejściem do DH „Skarbek”; Katowice – Rynek.

Skarbnik był postacią przychylną ludziom, ostrzegał górników przed grożącym tąpnięciem, zalaniem i pożarem, mógł także zaprzyjaźnić się z górnikami. Wobec osób które były leniwe, niesolidne, skąpe i złorzeczyły w kopalni, skarbnik bywał też bardzo surowy, zawzięty i mściwy. Ukazywał się najczęściej pod postacią starego, brodatego górnika z kagankiem w ręku, potrafił też przybrać kształt kozy, konia, psa, myszy, żaby, pająka, muchy. Mógł także pozostawać niewidzialny, wówczas górnik mógł wyczuć jego obecność bądź słyszeć stukanie.